# Беспокойная кукла

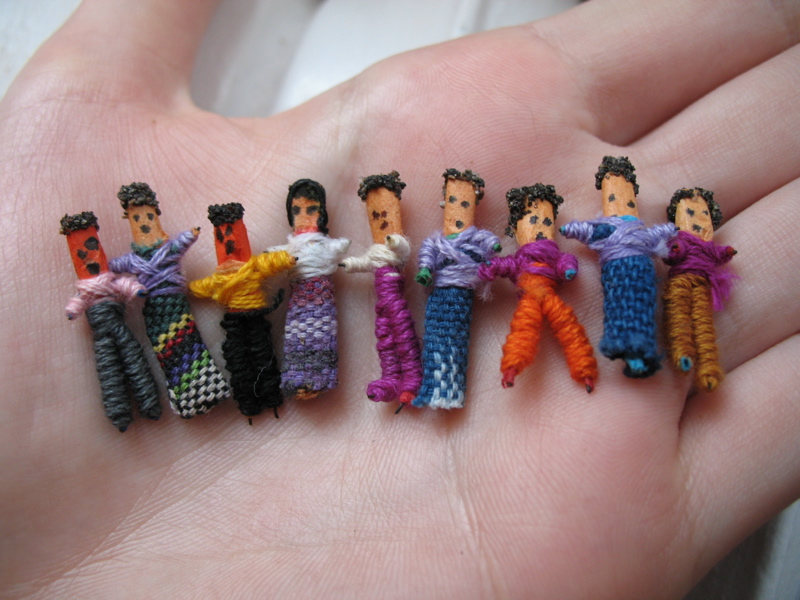
Беспокойные куклы

Беспокойная кукла (англ. muñeca quitapena) — небольшие куклы, в основном сделанные вручную, создаваемые изначально горными коренными жителями Гватемалы. Куклы изготавливаются из проволоки, шерсти и лоскутов разноцветного текстиля, а затем одеваются в костюмы традиционного стиля майя. Их размер может быть от 1,5 до 5 см.
Традиция изготовления беспокойных кукол связана с местной легендой о принцессе майя по имени Ишмукане, которая получила от бога солнца особый дар по решению любой проблемы, которая может беспокоить человека. Беспокойных кукол обычно дарят задумчивым, тревожным или грустным детям, чтобы они рассказывали кукле о своих печалях, страхах и тревогах, а затем прятали её под подушку перед сном. Согласно традиции, ребёнок передает свои заботы кукле ночью, и на следующее утро она забирает все печали, и он просыпается отдохнувшим. Куклы также используются в современной педиатрии и детской психиатрии, когда во время беседы с детьми врачи предлагают ребёнку беспокойную куклу как своего рода воображаемого, но заслуживающего доверия слушателя.
Куклы беспокойства продаются в больших количествах в Гватемале и Мексике туристам в качестве сувениров.